# Teatro Saparmurat Turkmenbashi
El Teatro Saparmurat Turkmenbashi es el principal teatro en Asjabad, la capital de Turkmenistán, diseñado por la compañía francesa Bouygues. Su repertorio se basa principalmente en las obras de teatro de dramaturgos turcomanos clásicos y modernos, y obras de teatro en el idioma turcomano. El Grupo del teatro está formado por gente y artistas folclóricos de Turkmenistán.
El teatro abrió sus puertas en octubre de 2005, y fue nombrado en honor del presidente de Turkmenistán, Saparmurat Niyazov.